# Allocosa panamena
Allocosa panamena là một loài nhện trong họ wolfspinnen (Lycosidae).
Loài này thuộc chi Allocosa. Allocosa panamena được Ralph Vary Chamberlin miêu tả năm 1925.